# Хадутейпур
Хадутейпур (устар. Хадутей-Пур) — река в России, протекает по Ямало-Ненецкому АО. Устье реки находится в 167 км по правому берегу реки Айваседапур. Длина реки составляет 188 км.

## Притоки
- В 12 км от устья по левому берегу реки впадает река Хояха.
- В 51 км от устья по правому берегу реки впадает река Марангаяха.
- В 87 км от устья по левому берегу реки впадает река Пилёяха.
- В 106 км от устья по левому берегу реки впадает река Тупаяха.
- В 152 км от устья по правому берегу реки впадает река без названия.
- В 168 км от устья по левому берегу реки впадает река Хадытапуртарка.

## Данные водного реестра
По данным государственного водного реестра России относится к Нижнеобскому бассейновому округу, водохозяйственный участок реки — Пур, речной подбассейн реки — подбассейн отсутствует. Речной бассейн реки — Пур.
Код объекта в государственном водном реестре — 15040000112115300058067.